# Johnny Manziel
Johnny Manziel (Tyler, 6 december 1992) is een Amerikaanse voormalig Americanfootballspeler die speelde als quarterback. Hij werd als 22e gekozen in de NFL Draft van 2014. Hij speelde twee seizoenen voor de Cleveland Browns in de National Football League. Verder speelde hij voor de Hamilton Tiger-Cats en Montreal Alouettes in de Canadian Football League, de Memphis Express in de Alliance of American Football en in Fan Controlled Football. In 2022 beëindigde hij zijn carrière.
Van 2011 tot 2013 speelde hij College football voor de Texas A&M universiteit waar hij in 2012 de Heisman Trophy won, de prijs voor beste college football speler van het jaar.

## Jeugd
Manziel werd geboren in Tyler, Texas. Hij is de zoon van Paul en Michelle Manziel. Manziel heeft een jonger zusje genaamd Meri. Manziel's overgrootvader is uit Libanon geëmigreerd naar de VS.

## Middelbareschoolcarrière
Manziel heeft als tiener verschillende sporten gespeeld, maar al snel bleek dat hij in football boven iedereen uitstak. In Kerrville kreeg hij volgens coachs een volksheld status en werd hij vergeleken met quarterbacks zoals  Brett Favre, Michael Vick, en Drew Brees.  Hij heeft gestudeerd aan de Tivy High School in Kerrville, Texas. 
Manziel verbrak meerdere records en won verschillende prijzen tijdens zijn middelbare schoolcarrière. Manziel ontving een studiebeurs van Texas A&M die hij heeft geaccepteerd.
Middelbare school statistieken
| Jaar  | Team  | Comp | Att | Pct   | Yds   | TD | INT | Rush att | Yds   | Avg | TD |
| ----- | ----- | ---- | --- | ----- | ----- | -- | --- | -------- | ----- | --- | -- |
| 2008  | Tivy  | 74   | 120 | 61.7% | 1,109 | 11 | 5   | 123      | 835   | 6.8 | 15 |
| 2009  | Tivy  | 211  | 349 | 60.5% | 2,782 | 19 | 5   | 232      | 1,529 | 6.6 | 33 |
| 2010  | Tivy  | 228  | 347 | 65.7% | 3,609 | 45 | 5   | 170      | 1,674 | 9.8 | 30 |
| Total | Total | 513  | 816 | 62.9% | 7,500 | 75 | 15  | 525      | 4,038 | 7.3 | 78 |

## Universitaire carrière

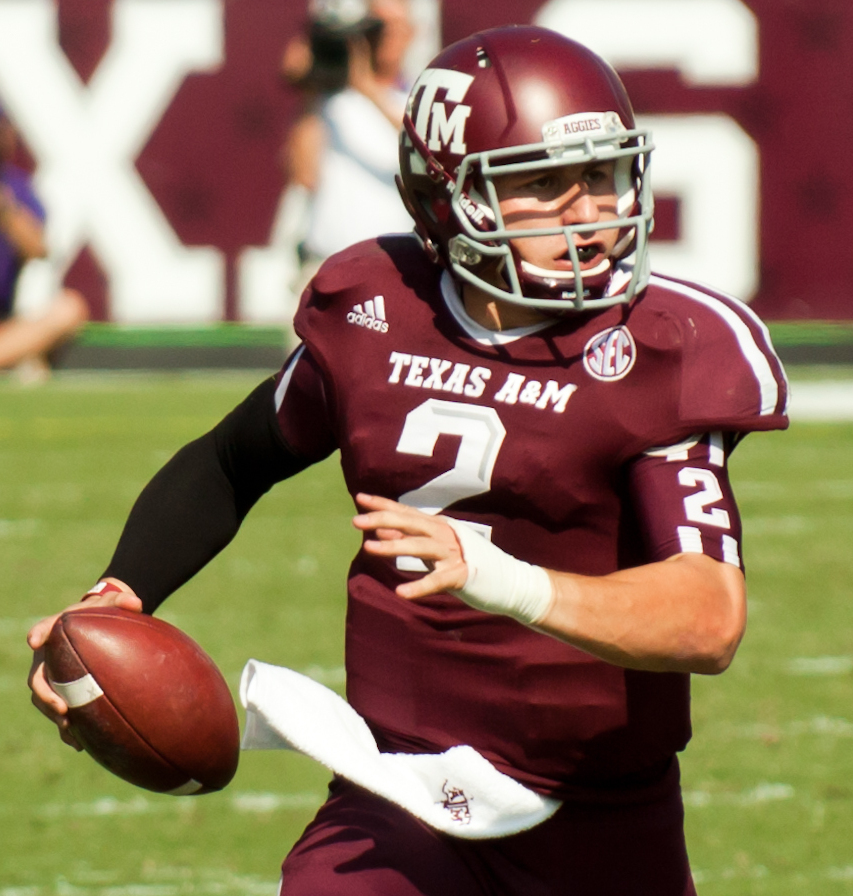
Manziel in 2012 spelend voor Texas A&M

Manziel speelde van 2011 tot 2013 voor de Texas A&M Aggies, het football-team van de Texas A&M universiteit. In zijn freshman-seizoen kreeg Manziel een red shirt. Hij hoefde dat jaar niet in actie te komen.
In zijn red shirt freshman-seizoen had Manziel de kans om de startende quarterback te worden omdat de quarterback van dat jaar daarvoor, Ryan Tannehill, naar de NFL vertrokken was. Manziel speelde uitstekend tijdens trainingen en werd uiteindelijk gekozen als de startende quarterback. Manziel maakte zijn college football debuut in een thuiswedstrijd tegen de Florida Gators .
Manziel begon het seizoen niet echt geweldig tot de wedstrijd tegen Arkansas. In deze wedstrijd verbrak hij het total offense record van Archie Manning dat al 43 jaar stond. Vanwege deze prestatie kreeg Manziel aardig wat aandacht van de media. Manziel behaalde 557 yards, hiermee verbrak hij Manning's record van 540. Twee wedstrijden verbrak hij zijn eigen record alweer door 576 yards te verzamelen. Hiermee werd hij de eerste speler in SEC historie die twee 500+ yard wedstrijden gespeeld heeft. Na Texas A&M's wedstrijd tegen Auburn in week 8 van het seizoen, waarin Manziel 5 touchdowns scoorde werd hij door de media geprezen als College Football's nieuwe superster. Veel journalisten voorspelden dat hij de Heisman Trofee zou gaan winnen.
Manziel werd in een klap bekend in het hele land toen hij Texas A&M naar een 29–24 overwinning leidde tegen de giganten van college football, Alabama. In die wedstrijd had Manziel 345 van A&M's 418 yards aan offense op zijn naam staan, inclusief twee touchdowns. In de dagen daarna werd Manziel gezien als de grote favoriet om de Heisman Trophy te winnen.

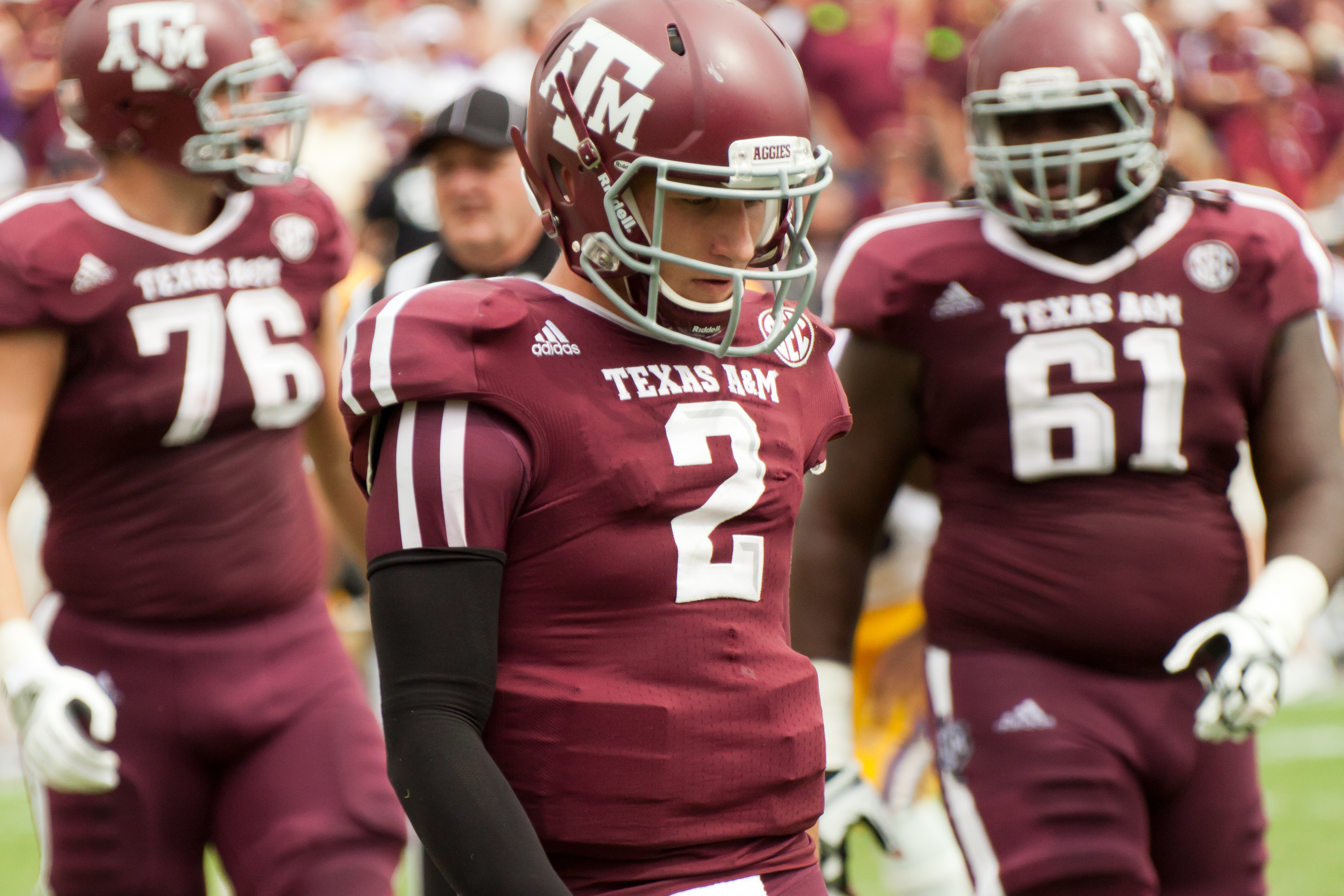
Manziel met Texas A&M teamgenoten Luke Joeckel (#76) en Patrick Lewis (#61) in 2012

Op 24 november tijdens een wedstrijd tegen de Missouri Tigers moest Manziel het veld verlaten vanwege een knieblessure die hij opliep in het eerste kwart van de wedstrijd. Hij kwam echter terug, hij droeg wel een kniebrace en eindigde de wedstrijd met 439 yards aan offense. Ook scoorde hij 5 touchdowns. Tijdens de wedstrijd verbrak hij het seizoen-record voor offensieve productie in de SEC met een totaal van 4600 yards, hiermee ging hij Cam Newton en Tim Tebow, recente Heisman Trophy winnaars voorbij. Hij werd ook de eerste freshman en vijfde speler in de NCAA historie die 3,000 passende en 1,000 rushing yards had in één seizoen. Manziel behaalde dat streven twee wedstrijden eerder dan de andere spelers die dit hadden bereikt. Ook won Manziel de SEC Freshman of the Year Award en College Football Performance National Freshman of the Year Award. Manziel won de Davey O'Brien Award op 6 December en de Heisman Trophy op 8 December, hiermee werd hij de eerste freshman ooit die de prijs in ontvangst mocht nemen.
| Finalist       | Eerste plek stemmen (3 punten) | Tweede plek stemmen (2 punten) | Derde plek stemmen (1 punt) | Totale punten |
| -------------- | ------------------------------ | ------------------------------ | --------------------------- | ------------- |
| Johnny Manziel | 474                            | 252                            | 103                         | 2,029         |
| Manti Te'o     | 321                            | 309                            | 126                         | 1,706         |
| Collin Klein   | 60                             | 197                            | 320                         | 894           |

In 2013 werd er veel verwacht van Texas A&M, ze stonden als nummer 6 genoteerd in de nationale ranglijst en sommige journalisten verwachten dat Manziel de eerste speler sinds Archie Griffin zou worden die de Heisman Trophy 2 keer zou winnen, Het team eindigde met een 9-4 record, een zware tegenvaller volgens de meeste journalisten, Manziel behaalde echter wel meerdere persoonlijke successen, hij eindigde als vijfde in de Heismanranglijst en stelde zich na het seizoen beschikbaar voor de NFL Draft van 2014.
Universitaire statistieken
| Year  | Team      | Cmp | Att | Pct   | Yds   | TD | Int | Rtg   | Rush att | Yds   | Avg | TD |
| ----- | --------- | --- | --- | ----- | ----- | -- | --- | ----- | -------- | ----- | --- | -- |
| 2012  | Texas A&M | 295 | 434 | 68.0% | 3,706 | 26 | 9   | 155.3 | 201      | 1,410 | 7.0 | 21 |
| 2013  | Texas A&M | 300 | 429 | 69.9% | 4,114 | 37 | 13  | 172.9 | 144      | 759   | 5.3 | 9  |
| Total | Total     | 595 | 863 | 68.9% | 7,820 | 63 | 22  | 164.1 | 345      | 2,169 | 6.3 | 30 |

## Professionele carrière
Manziel werd in 2014 als 22e gekozen in de draft door de Cleveland Browns, Manziel kreeg na de draft veel sponsordeals en verscheen in meerdere reclames.
Op 22 augustus 2014, kreeg Manziel een boete van 12,000 dollar van de NFL na het maken van een middelvingergebaar naar een paar fans van de Washington Redskins. Manziel was in 2014 de back-up van Brian Hoyer, Manziel mocht starten in week 15 tegen de Cincinnati Bengals. Manziel gooide 18 passes waarvan er 10 succesvol waren, hij gooide geen touchdown, wel gooide hij 2 intercepties, Manziel had een slechte passer rating van 27.3, ook werd Manziel 3 keer gesacked. De Browns verloren de wedstrijd 30–0.
Manziel mocht de week na de wedstrijd tegen Cincinnati nog een keer starten, dit keer tegen de Carolina Panthers. Hij gooide acht passes waarvan er drie succesvol aankwamen. Manziel moest daarna de wedstrijd verlaten vanwege een hamstring blessure. Hij werd vervangen door Hoyer. De Browns verloren 17–13.. Manziel kon daarna niet spelen tegen de Baltimore Ravens.
Tijdens zijn eerste seizoen gooide Manziel 35 passes waarvan er 18 succesvol waren, dit leverde 176 yards en twee intercepties op, ook rushte hij negen keer, dit leverde 29 yards en een touchdown op. Manziel's motivatie en arbeidsethos werden door veel mensen binnen en buiten de Browns organisatie in twijfel getrokken. Een anonieme teamgenoot noemde Manziel's eerste seizoen een grote grap (bron?) terwijl andere mensen binnen de organisatie hoopten dat Manziel zou veranderen en professioneler te werk zou gaan.
In zijn tweede seizoen in de NFL was er verbetering te zien in Manziel's spel, hij speelde in 10 wedstrijden waarvan hij er in 5 mocht starten, hij gooide 223 passes, daarvan kwamen er 129 succesvol aan (57,8%). Manziel verzamelde 1500 yards en gooide 7 touchdowns tegenover 5 intercepties.
In week 17, de laatste week van het seizoen, bleek dat Manziel een hersenschudding had opgelopen en thuis moest blijven. Diezelfde avond circuleerden er foto's op het internet waarop Manziel feestend in Las Vegas te zien was met alleen een nepsnor als vermomming, dit leverde hem veel kritiek op. Dit was voor de Browns het laatste incident met Manziel, op 11 maart 2016 ontbonden ze Manziel's contract.

## Incidenten en controverse

### Arrestatie in 2012
Op 29 juni 2012, net voordat hij de quarterback van Texas A&M was, werd Manziel gearresteerd wegens 3 overtredingen: wanordelijk gedrag, het zichzelf niet kunnen legitimeren en in het bezit zijn van een vals rijbewijs. Deze aantijgingen kwamen na een gevecht waarbij Manziel betrokken was in College Station, Texas. In juli 2013 werd Manziel schuldig bevonden voor het in bezit zijn van een vals rijbewijs en het zichzelf niet kunnen legitimeren; de andere aantijging was komen te vervallen.
Volgens getuigen bleek dat Manziel met een vriend racistische opmerkingen had gemaakt tegen een man die over straat liep, de man vroeg of ze hiermee wilden stoppen maar de vriend van Manziel werd agressief waarop Manziel tegen de man zei dat zijn vriend het niet meende, vervolgens duwde Manziel de man weg, de man deed hetzelfde waarna een gevecht ontstond tussen de man en Manziel. Kort daarna arriveerde een politieagent die de twee arresteerde. Manziel, die op dat moment 19 jaar was, liet een vals rijbewijs zien waarop stond dat hij 21 was. Manziel werd gearresteerd en moest de nacht in de cel doorbrengen.

### 2013
In 2013 kwamen er berichten naar buiten dat Manziel zich buiten het veld zou misdragen en een arrogante vertoning had. Opmerkelijke incidenten waren zijn plotselinge vertrek van de Manning Passing Academy waar hij kinderen vaardigheden zou leren. Tweeten dat hij "niet kan wachten op de dag dat hij weggaat uit College Station" nadat hij een parkeer boete had gekregen, en dat hij was weggestuurd bij een feestje nadat hij overlast veroorzaakte. na een ESPN The Magazine interview met Manziel's ouders bleek dat Paul en Michelle zeer bezorgd waren over hun zoon omdat hij niet met de bekendheid om kon gaan.

### 2015
Op 4 februari liet Manziel zich vrijwillig opnemen in een afkick-kliniek om af te kicken van drank en drugs
Op 30 mei was Manziel betrokken bij een incident waarin een fan om een handtekening vroeg. De fan deed dit meerdere keren totdat Manziel geïrriteerd raakte en een waterflesje naar de fan zijn hoofd gooide. Het flesje miste zijn hoofd maar de man haalde er wel een agent bij, de man deed geen aangifte.
In oktober werd Manziel staande gehouden door een agent nadat hij met zijn toenmalige vriendin, Colleen Crowley had gevochten. Hoewel er geen aangiftes werden gedaan, gaf hij toe dat hij vroeg in de middag alcohol had genuttigd.
Op 24 november, een week nadat bekend werd gemaakt dat Manziel de startende quarterback zou worden, lekten er filmpjes uit waarin te zien was dat hij aan het feesten was, coach Mike Pettine vond dit niet acceptabel en zette hem op de bank.

### 2016
Op 2 januari, 2016, werd Manziel feestend gezien in een casino in Las Vegas. Manziel hoefde de laatste wedstrijd van het seizoen niet te spelen omdat hij een hersenschudding had opgelopen. Nadat er foto's op het internet verschenen waarin hij feestend te zien was, zette Manziel zelf een foto op Instagram van zichzelf met zijn hond thuis. De volgende dag kwam Manziel niet opdagen bij de teamvergadering, iets dat verplicht is een dag na de wedstrijd, ook was hij niet bereikbaar omdat hij al zijn telefoons had uitgezet.'s Later schreven verschillende journalisten dat de Browns helemaal klaar waren met Manziel en dat ze zijn contract zouden ontbinden. Manziel gaf zelf toe graag naar de Dallas Cowboys te willen vertrekken
Op 6 januari 2016, maakte Manziel's marketing bureau, LRMR, bekend dat ze niet langer Johnny Manziel vertegenwoordigen en dat ze het contract ontbonden hebben.  Manziel's agent, Erik Burkhardt, maakte ook bekend dat hij niet langer Manziel vertegenwoordigde en het contract had ontbonden. Op 5 februari 2016 bracht de politie van Dallas naar buiten dat ze het incident tussen Manziel en zijn vriendin zouden gaan onderzoeken nadat zijn toenmalige vriendin Manziel beschuldigde van mishandeling. De politie van Dallas had het onderzoek eerst stopgezet maar nadat verschillende getuigen contact opnamen met de politie besloten ze het onderzoek weer te openen. Volgens getuigen had Manziel zijn vriendin de auto in gesleurd terwijl hij haar aan haar haren greep, ook dreigde hij zichzelf en haar te vermoorden. Op 24 april werd Manziel aangehouden door de politie van Dallas en moest hij verschijnen voor de rechter, Manziel werd vervolgens schuldig bevonden.
Op 19 april 2016, twee maanden nadat Drew Rosenhaus de nieuwe manager van Manziel werd, besloot Rosenhaus om het contract te ontbinden, dit was de eerste keer in Rosenhaus' 27-jarige carrière dat hij een contract moest ontbinden. Op dezelfde dag ontbond ook Nike hun contract met Manziel.
Op 24 juni 2016, vertelde Manziels vader Paul aan ESPN: "Hij is een drugs verslaafde, dat weet iedereen. Ik hoop dat hij zich realiseert dat we om hem geven en dat hij zichzelf kapot maakt. Ik bedoel, ik hoor dit niet te zeggen maar ik hoop dat hij de gevangenis in gaat, dat is de beste plek voor hem op dit moment, ik heb mijn best gedaan, ik ga me er niet meer mee bezighouden, als hij zo doorgaat met leven dan lijkt het erop dat ik hem moet gaan begraven.
Op 30 juni 2016, maakte de NFL bekend dat hij 4 wedstrijden geschorst is voor het falen van een drugs test. Op 5 september 2016, ging Manziel terug naar Texas A&M om lessen te volgen.